# Деконтра (Пескара)
Деконтра (итал. Decontra) је насеље у Италији у округу Пескара, региону Абруцо.
Према процени из 2011. у насељу је живело 567 становника. Насеље се налази на надморској висини од 169 м.